# Vass Britas gård

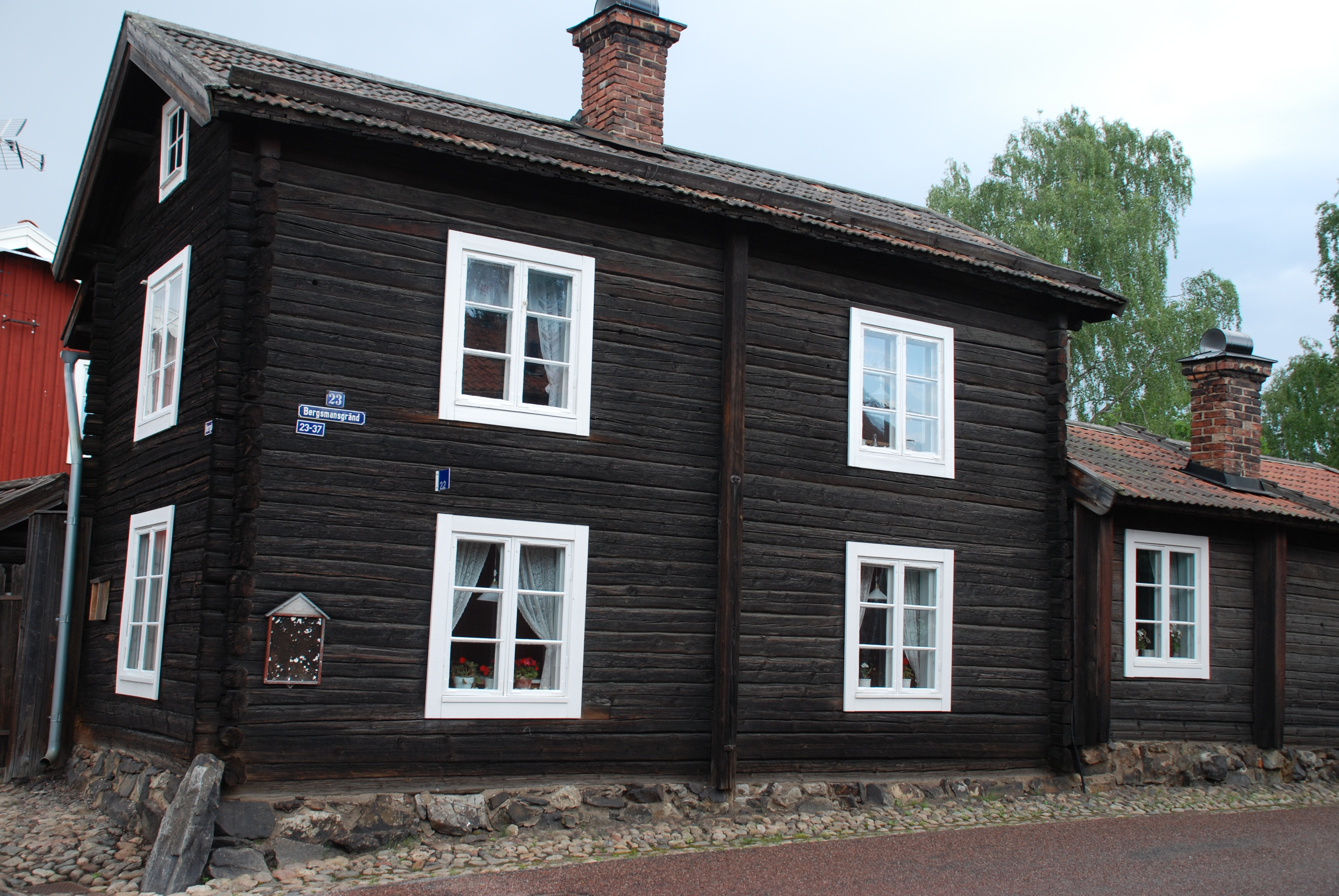
Vass Britas gård.

Vass Britas gård är en välbevarad gruv- och hyttarbetargård är från 1600-talet. Gården ligger i stadsdelen Gamla Herrgården i Falun, Dalarna.
Gården har fått sitt namn efter Vass Brita Ersdotter, som flyttade till Falun på 1880-talet för att bli gruvarbetarhustru.